# 方志超
方志超（1906年—1966年7月15日），字霽明，浙江諸暨縣長泰鄉駱家村人。民國37年（1948年）在上海市選區當選第一屆立法委員。

## 生平[2][3][4][5]
- 杭州國學專修學校畢業
- 上海國民大學畢業、浙江大學高工國文兼黨義教員[6]
- 浙江大學、之江大學國學兼政治學教授
- 民國28年10月署[7]，民國31年7月任[8]浙江嵊縣縣長，民國33年7月免[9]
- 1944年，重慶中央大學教授
- 財政部緝私署簡任處長
- 蔣委員長侍從室少將視察
- 上海市警察局行政處簡任處長
- 上海市警察局義警總隊副總隊長
- 《大衆夜報》社社長
- 上海市政府顧問[10]
- 民國37年，當選立法委員，曾出席第一屆立法院第一會期內政及地方自治委員會、預算委員會、法制委員會。
- 民國39年，奉明令通緝[11]
- 1949年，任上海新中國學院文史教授兼教務長
- 1951年，進華東人民革命大學政治研究班學習
- 1952年，分配到新疆軍區工作
- 新疆軍區八一中學教員
- 1957年，劃為右派，下放南疆軍墾農場勞動
- 1958年，阿克蘇沙井子農一師中學教員
- 1966年7月15日，吞服安眠藥自殺於新疆